# 1892 w filmie
Wydarzenia filmowe w 1892 roku.

## Premiery
- Uścisk dłoni (The Handshake)

## Urodzili się
- 14 stycznia – Hal Roach, amerykański producent filmowy i reżyser (zm. 1992)
- 8 kwietnia – Mary Pickford, amerykańska aktorka (zm. 1979)
- 2 sierpnia – Jack Warner, amerykański producent filmowy, założyciel studia filmowego w Hollywood (zm. 1978)
- 12 sierpnia – Alfred Lunt, amerykański aktor (zm. 1977)
- 21 sierpnia – Charles Vanel, francuski aktor (zm. 1989)
- 26 sierpnia – Ruth Roland, amerykańska aktorka, producentka filmowa (zm. 1937)
- 10 września:
  - Mieczysław Myszkiewicz, polski aktor (zm. 1943)
  - Al St. John, amerykański aktor (zm. 1963)
- 23 października – Gummo Marx, amerykański aktor, jeden z braci Marx (zm. 1977)
- 25 października – Nell Shipman, kanadyjsko-amerykańska aktorka, scenarzystka i producentka filmowa (zm. 1970)
- 2 listopada – Alice Brady, amerykańska aktorka (zm. 1939)